# آشپزی هندی

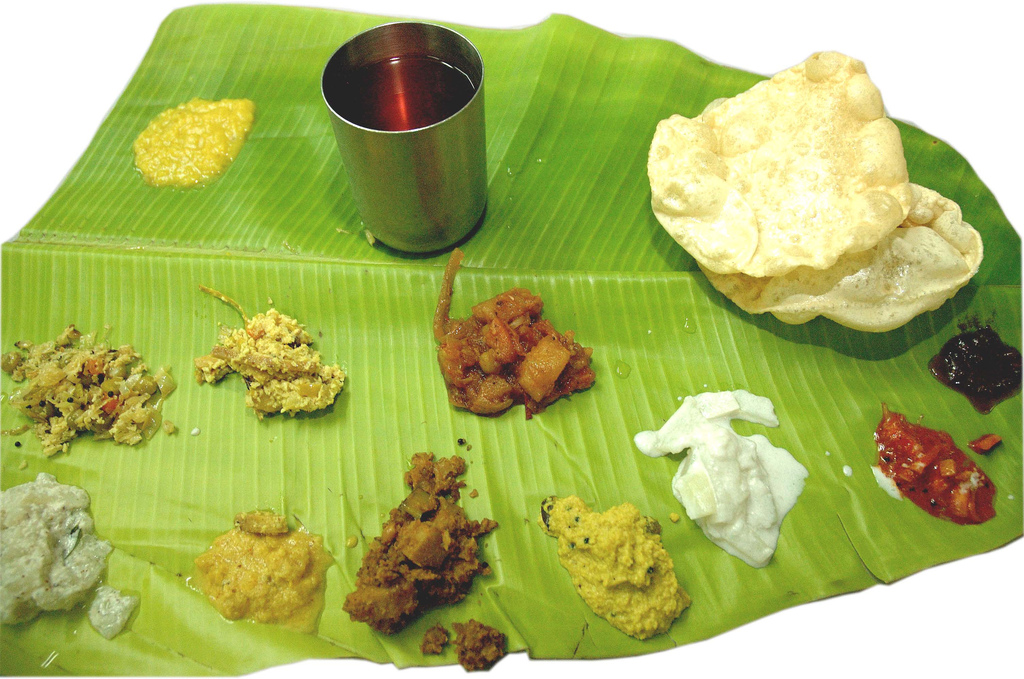
غذای هندی در برگ همراه با نان و سس‌ها و خوراک‌های برنجی هندی

آشپزی هندی (انگلیسی: Indian cuisine) شامل انواع مختلفی از آشپزی‌های منطقه‌ای و سنتی است که بومی شبه قاره هند هستند. با توجه به دامنه تنوع در نوع خاک، آب و هوا، فرهنگ گروه‌های قومی و اشتغال، تفاوت قابل ملاحظه‌ای بین انواع مختلف آشپزی هندی وجود دارد که هر کدام از آنها از ادویه‌ها، سبزی‌ها، تره‌بار و میوه‌های محلی در دسترس خود استفاده می‌کنند. آشپزی هندی بشدت تحت تأثیر گرایش‌های دینی، بخصوص دین هندو و آمیزه‌های فرهنگی و سنتی قرار دارد. آشپزی شمال هند از زمان حکومت مغول‌ها، تحت تأثیر آشپزی و فرهنگ خاورمیانه و آسیای مرکزی قرارداشته است. آشپزی هندی در نتیجه تعاملات این کشور با جوامع دیگر، همچنان در حال تکامل است.
رویدادهای تاریخی مانند تهاجمات، روابط تجاری و استعمار نقش مهمی در معرفی برخی غذاها به هند داشته است. کشف کلمبیا، جهان جدید و در پی آن مبادله کلمبی تعدادی سبزیجات و میوه‌های جدید را به ارمغان آورد. تعدادی از اینها مانند سیب زمینی، گوجه فرنگی، فلفل، بادام زمینی و گواوا در بسیاری از مناطق هند به مواد اصلی تبدیل شده‌اند.
غذاهای هندی تاریخ روابط بین‌الملل را شکل داده است. تجارت ادویه بین هند و اروپا کاتالیزور اصلی عصر اکتشاف اروپا بود. ادویه جات از هند خریداری می‌شد و در اروپا به فروش می‌رسید. غذاهای هندی بر غذاهای دیگر در سراسر جهان، به ویژه غذاهای اروپایی (به ویژه بریتانیا)، خاورمیانه، آفریقای جنوبی، شرق آفریقا، آسیای جنوب شرقی، آمریکای شمالی، موریس، فیجی، اقیانوسیه و کارائیب تأثیر گذاشته است.
گزارش سیاره زنده صندوق جهانی حیات وحش (WWF) که در ۱۰ اکتبر ۲۰۲۴ منتشر شده است، بر الگوی مصرف غذای هند به عنوان پایدارترین الگو در میان اقتصادهای بزرگ (گروه ۲۰) تأکید کرد.

## تاریخچه
غذاهای هندی منعکس کننده تاریخ ۸۰۰۰ ساله هند شامل گروه‌ها و فرهنگ‌های مختلف در تعامل با شبه قاره هند است که منجر به تنوع طعم‌ها و غذاهای منطقه ای در هند امروزی می‌شود. بعدها، تجارت با نفوذ بریتانیایی‌ها و پرتغال به غذاهای متنوع هندی افزود.

## مواد تشکیل دهنده

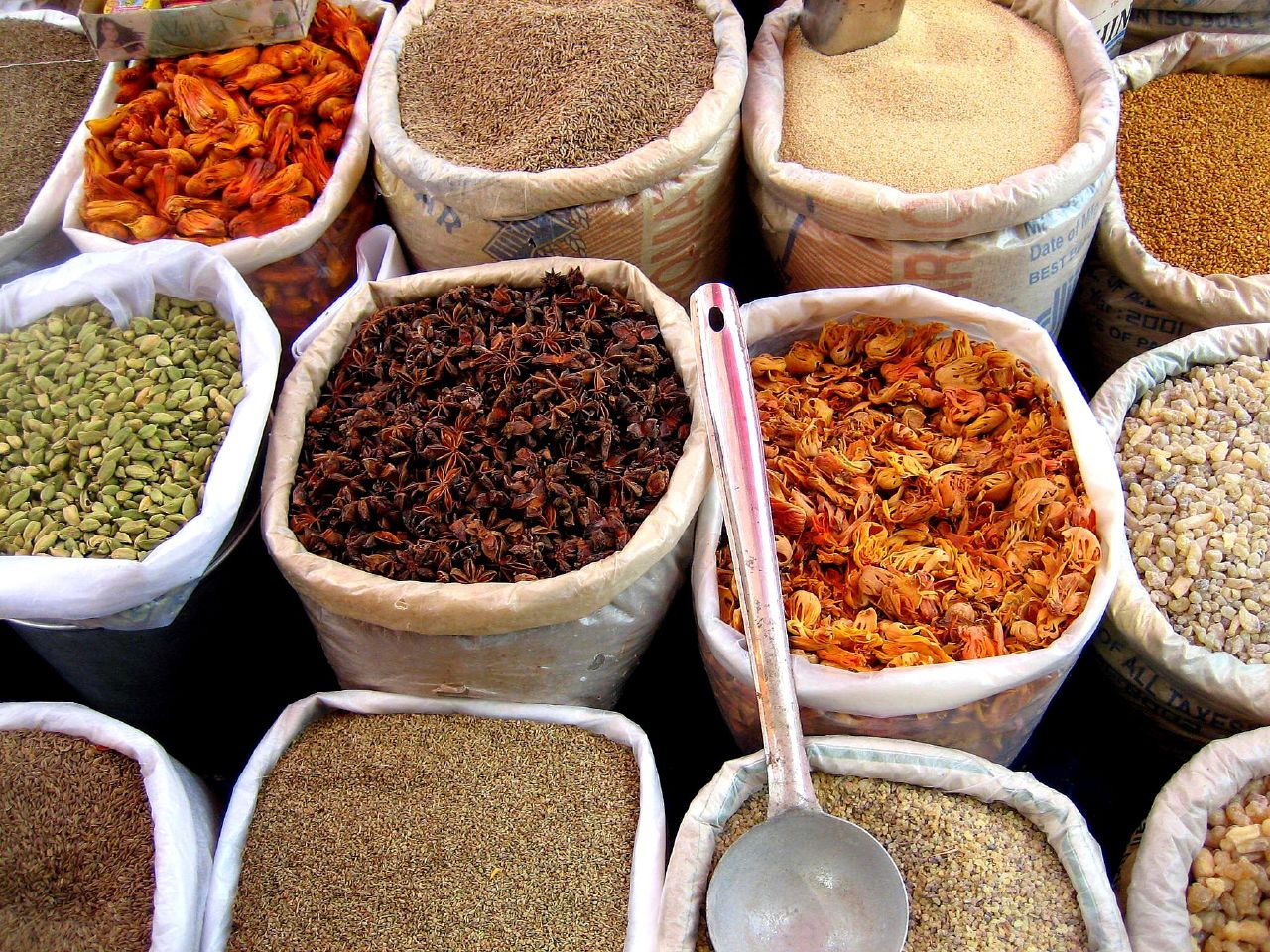
ادویه جات در یک فروشگاه مواد غذایی در هند

غذاهای اصلی غذاهای هندی شامل ارزن مروارید (باجرا)، برنج، آرد سبوس دار (آتتا) و انواع عدس، مانند ماسور (اغلب عدس قرمز)، توئر (نخود کفتری)، اوراد (ماش سیاه)، و مونگ (ماش) است. عدس را می‌توان به‌صورت کامل، بدون پوست یا خرد شده استفاده کرد. عدس خرد شده یا دال عدس به‌طور گسترده در آشپزی هندی استفاده می‌شود. برخی از حبوبات، مانند channa یا نخود، لوبیا چشم بلبلی و نخود سیاه چشم، به ویژه در مناطق شمالی بسیار رایج هستند. چانا و مونگ نیز به شکل آرد (بزان یا آرد نخودچی) فرآوری می‌شوند.

## آشپزی منطقه ای
غذاهای مختلف در مناطق مختلف هند به دلیل تنوع در فرهنگ محلی، موقعیت جغرافیایی (نزدیک به دریا، صحرا یا کوه) و اقتصاد متفاوت است. همچنین بسته به اینکه کدام میوه و سبزیجات رسیده باشند، در فصل متفاوت است.

## نگارخانه

### شمال هند

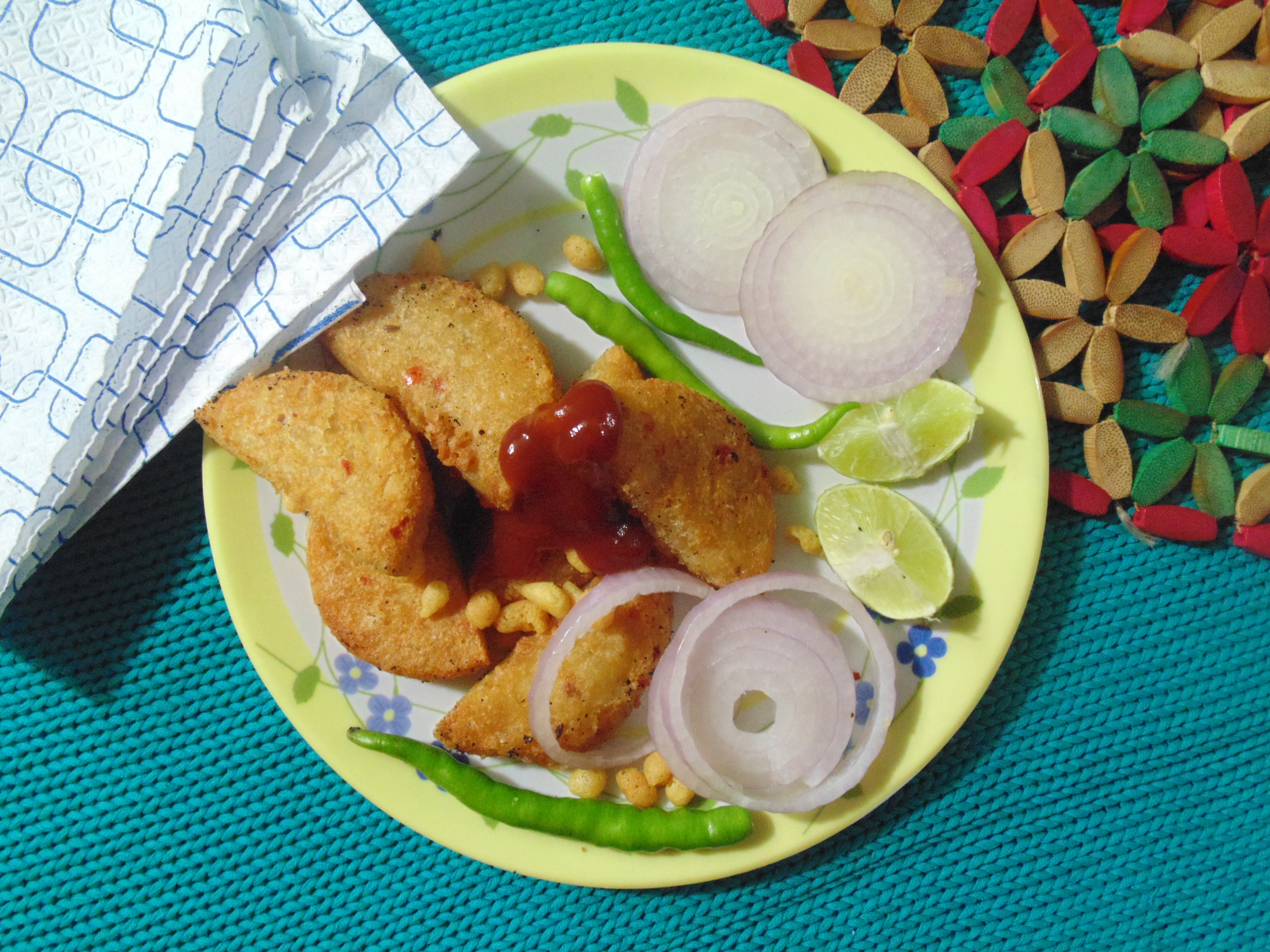
آلو تیکی
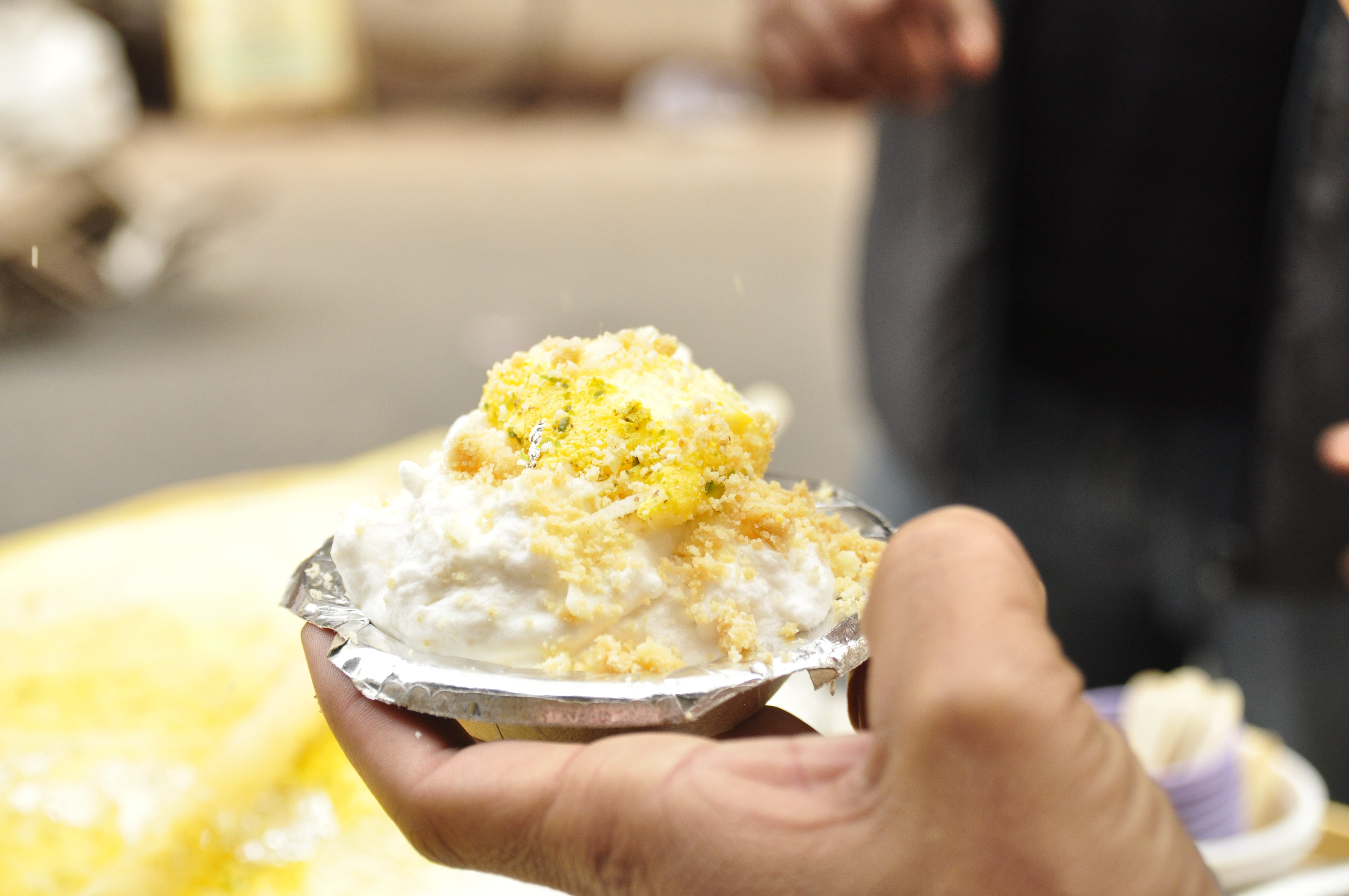
Daulat Chaat در دهلی قدیم
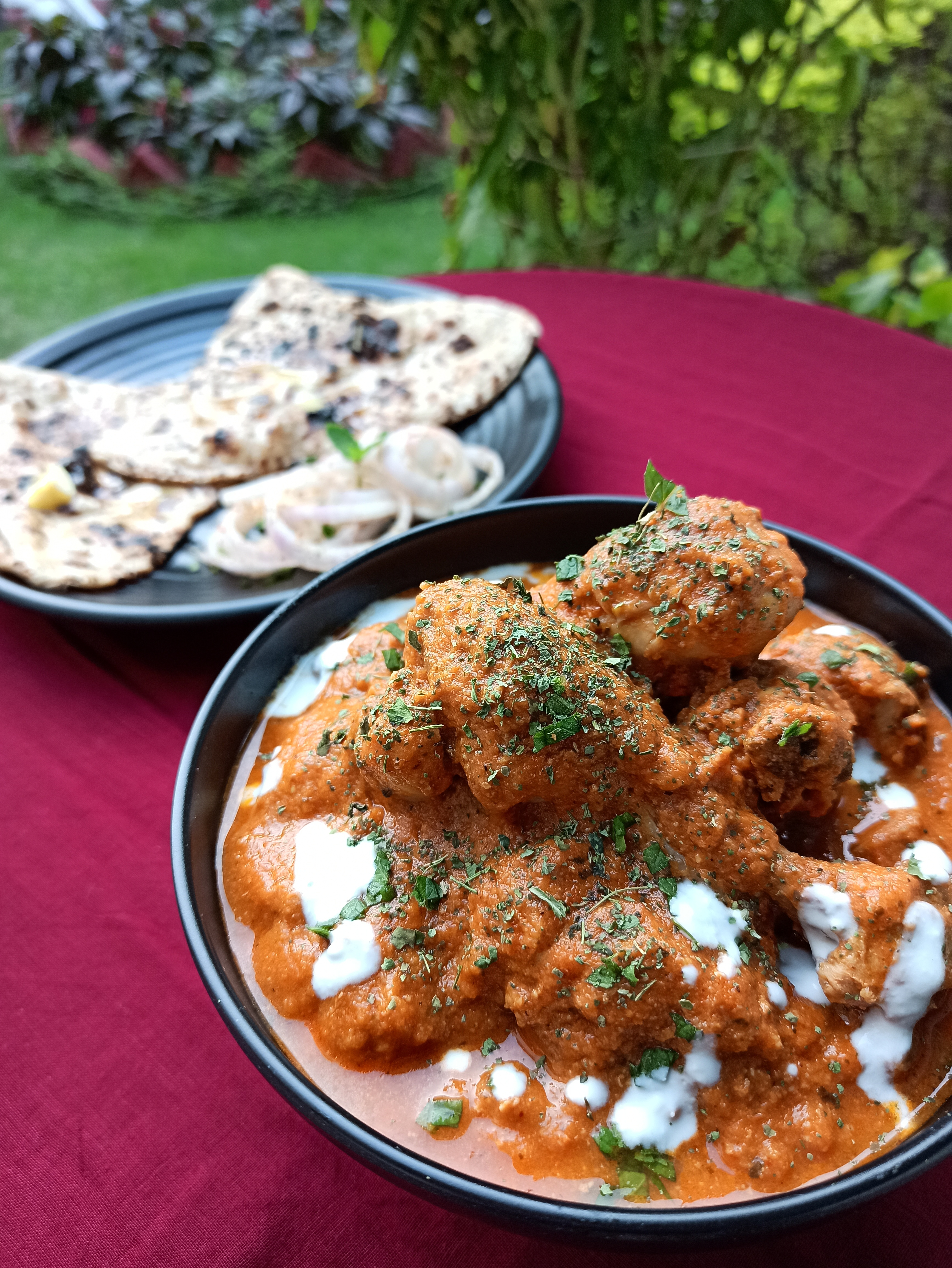
کره مرغ و نان کره
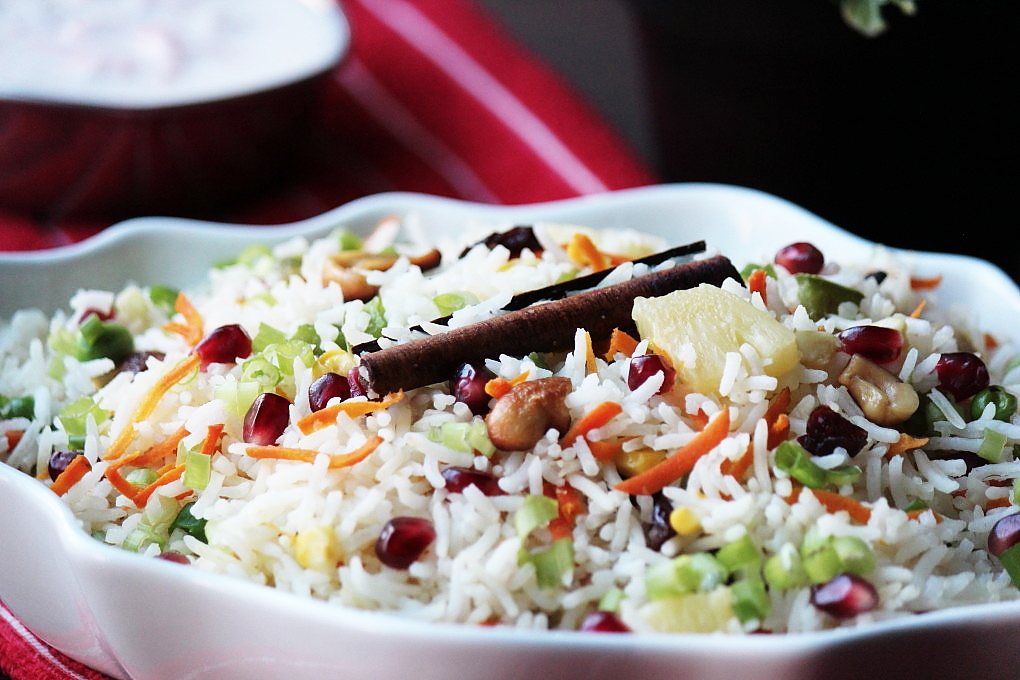
کشمیری پولاو
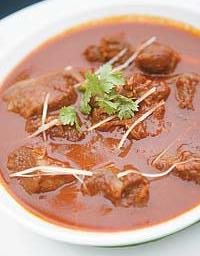
لال معانس
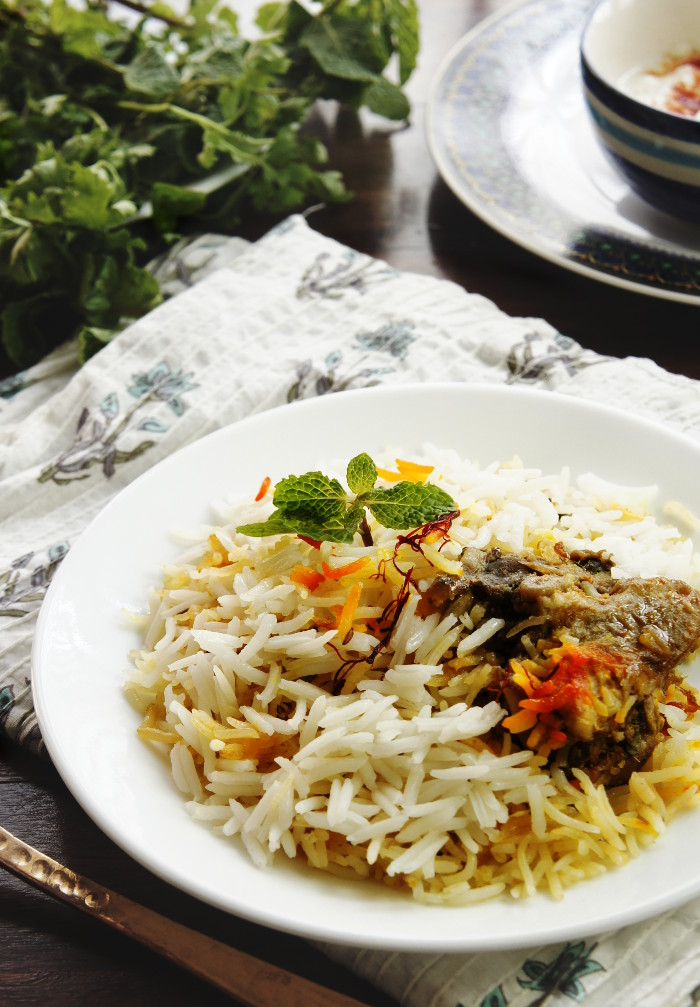
مغلی دوم بریانی

### غرب هند

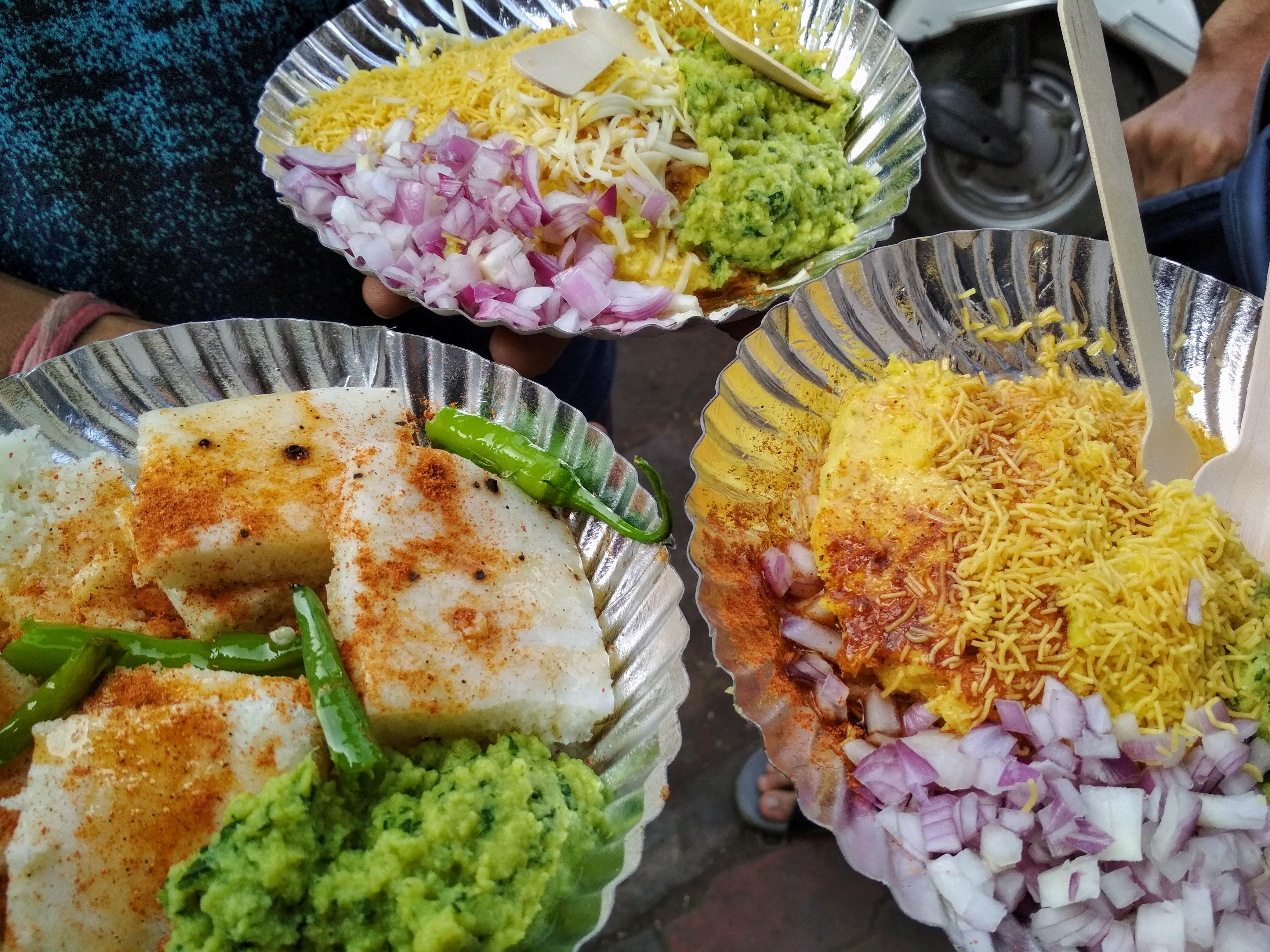
لوچو و آیدا
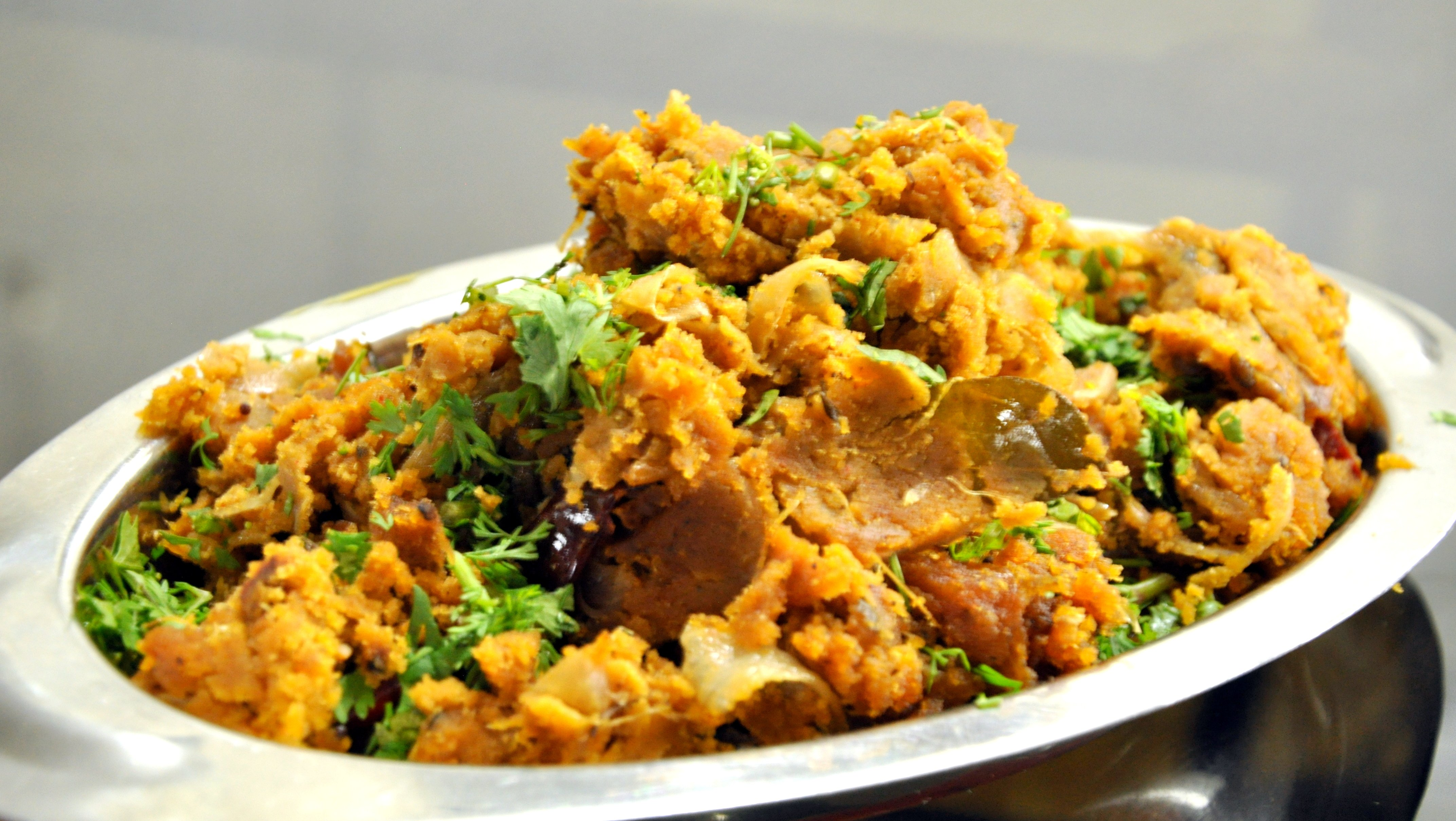
زونکا
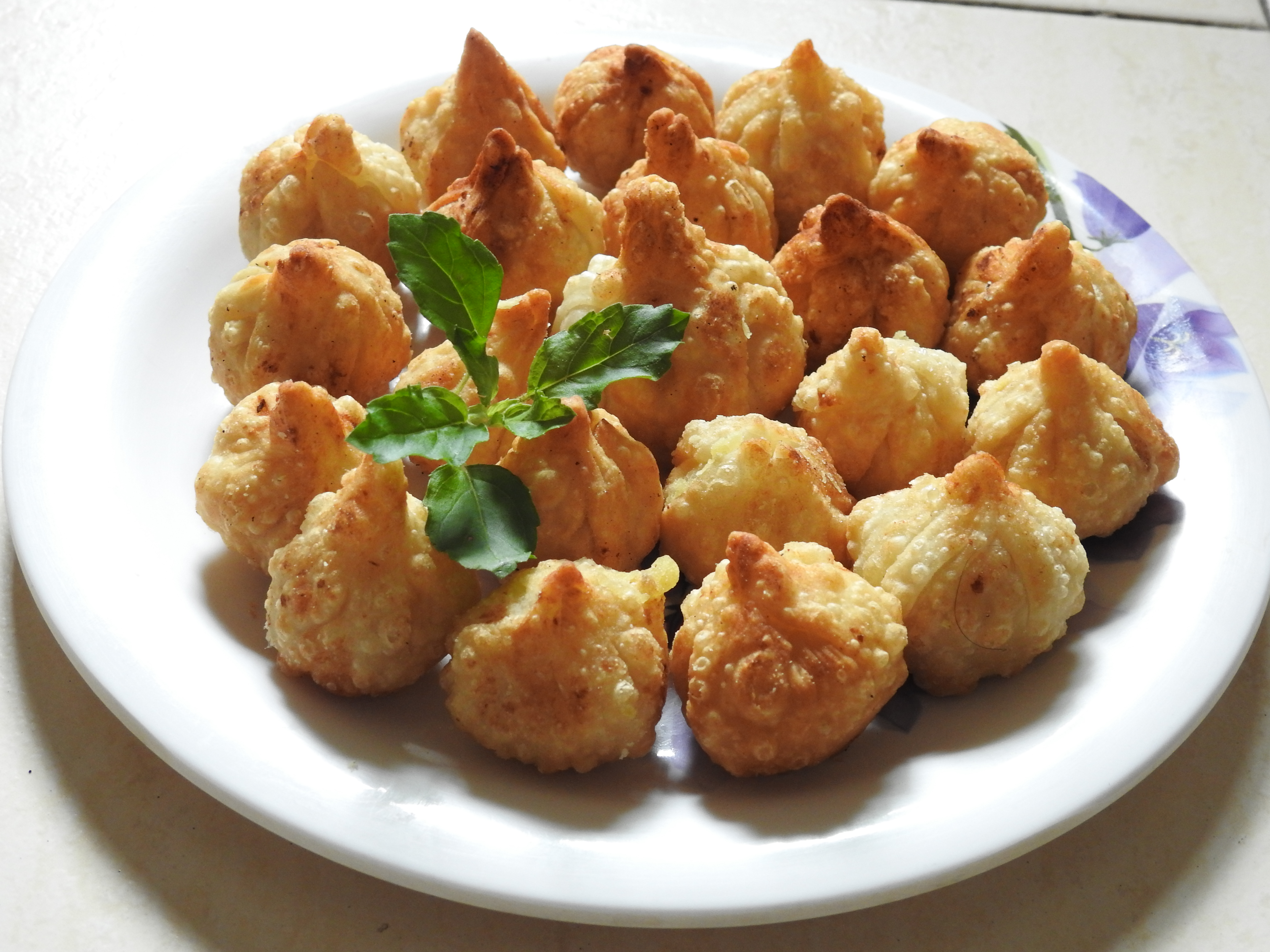
پوران مدک
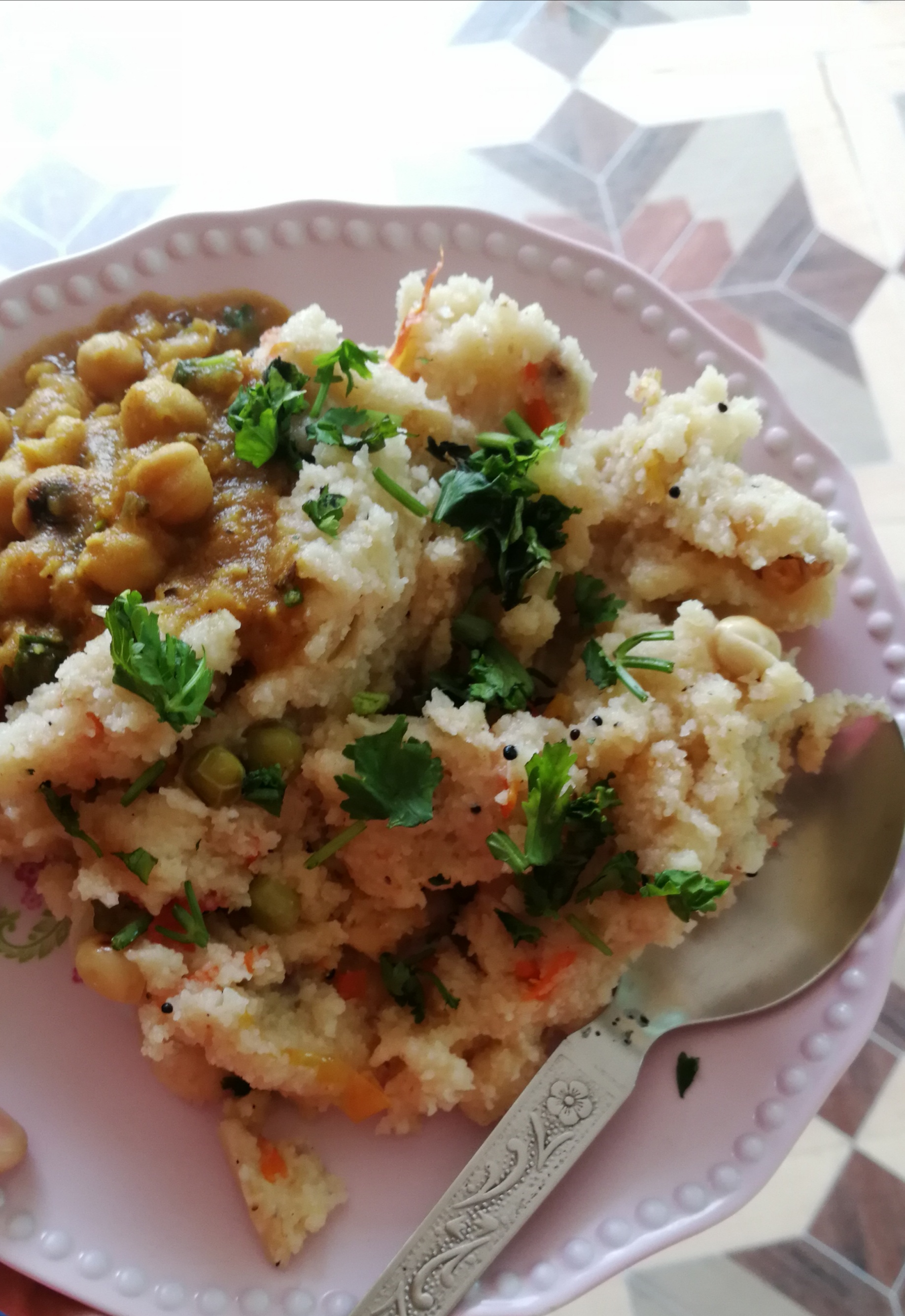
چوله آپما
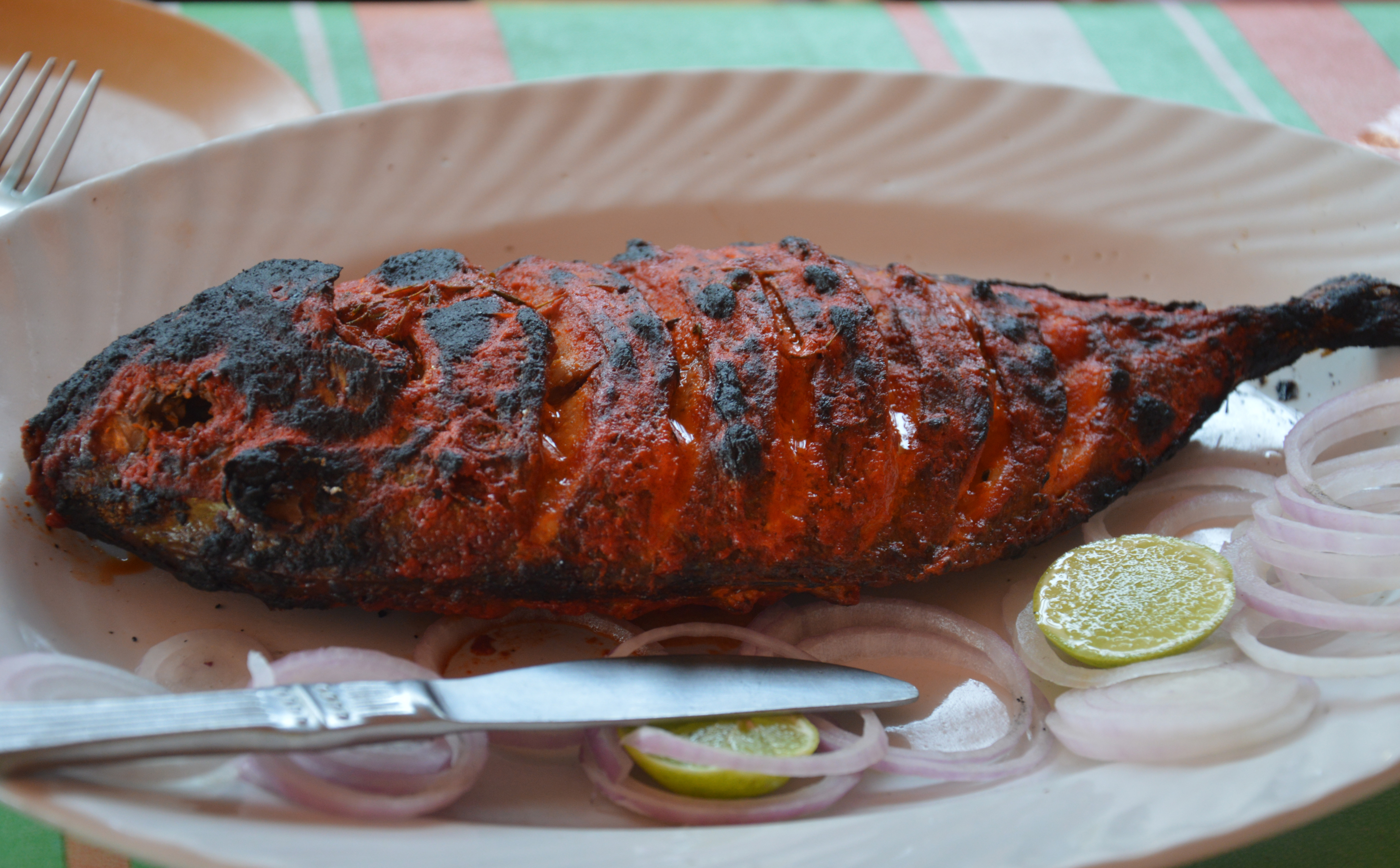
سرخ شده لیمو ماهی تنوری

### شرق هند

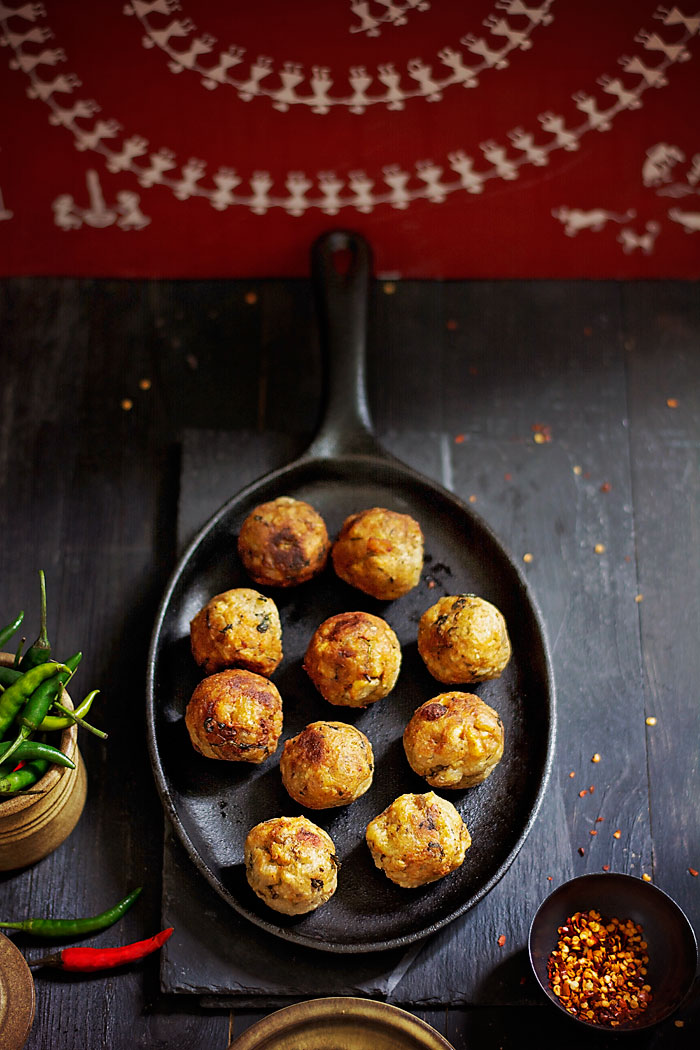
کوفته چنار
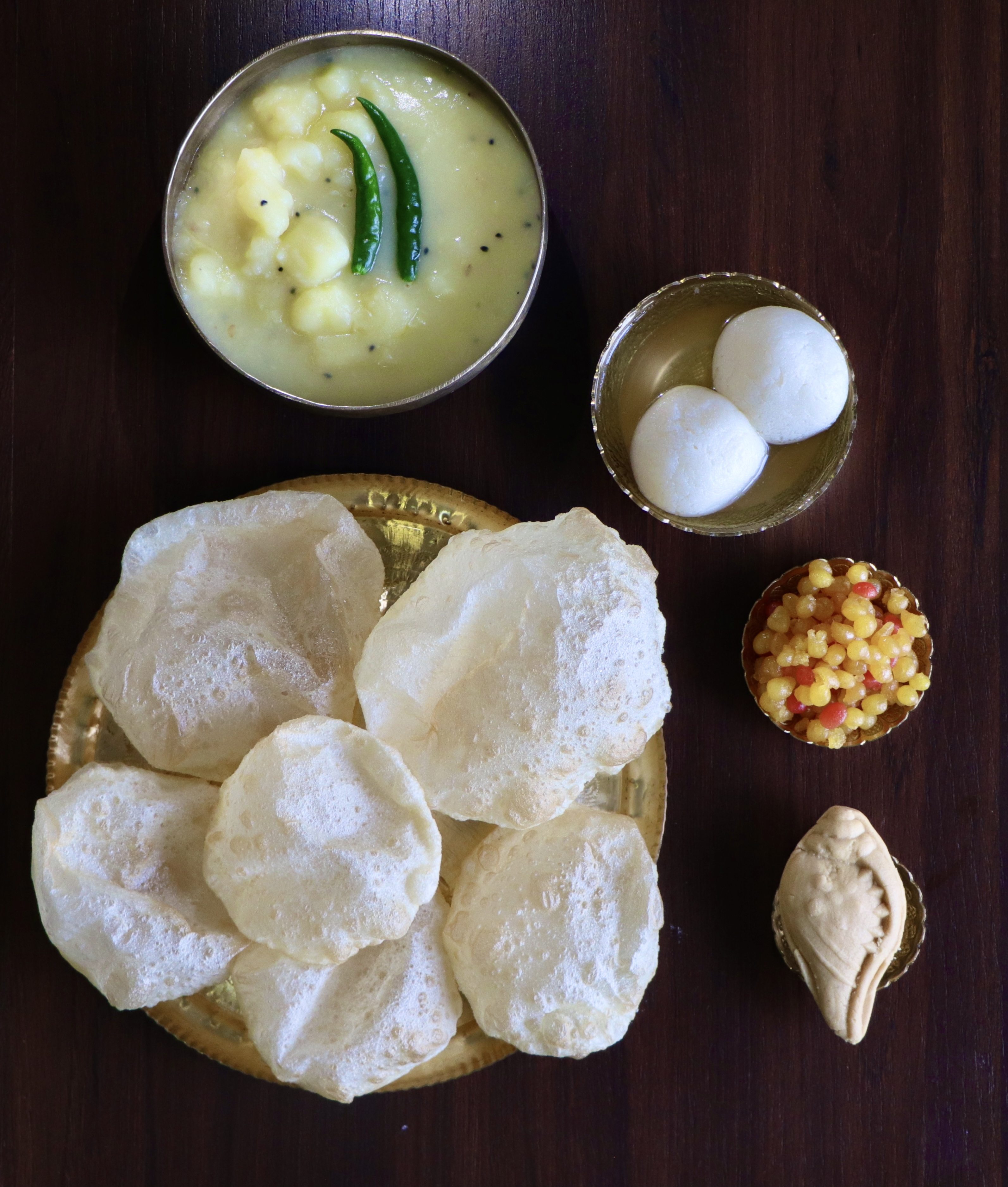
لوچی الور ترکری
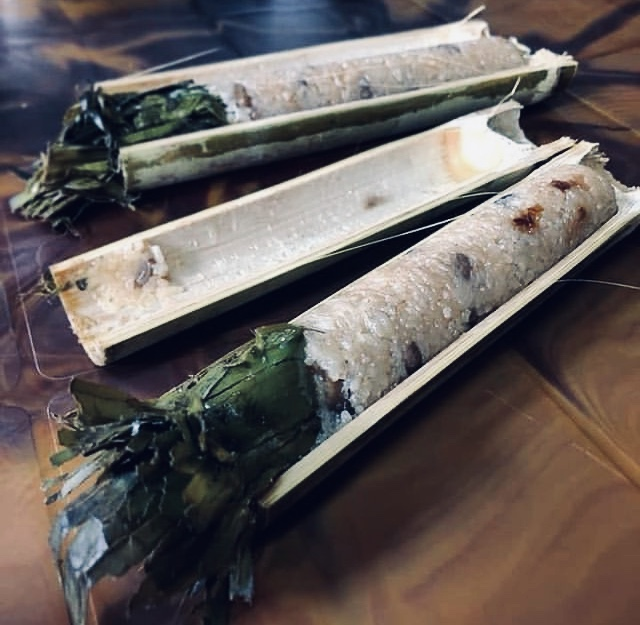
برنج بخار بامبو
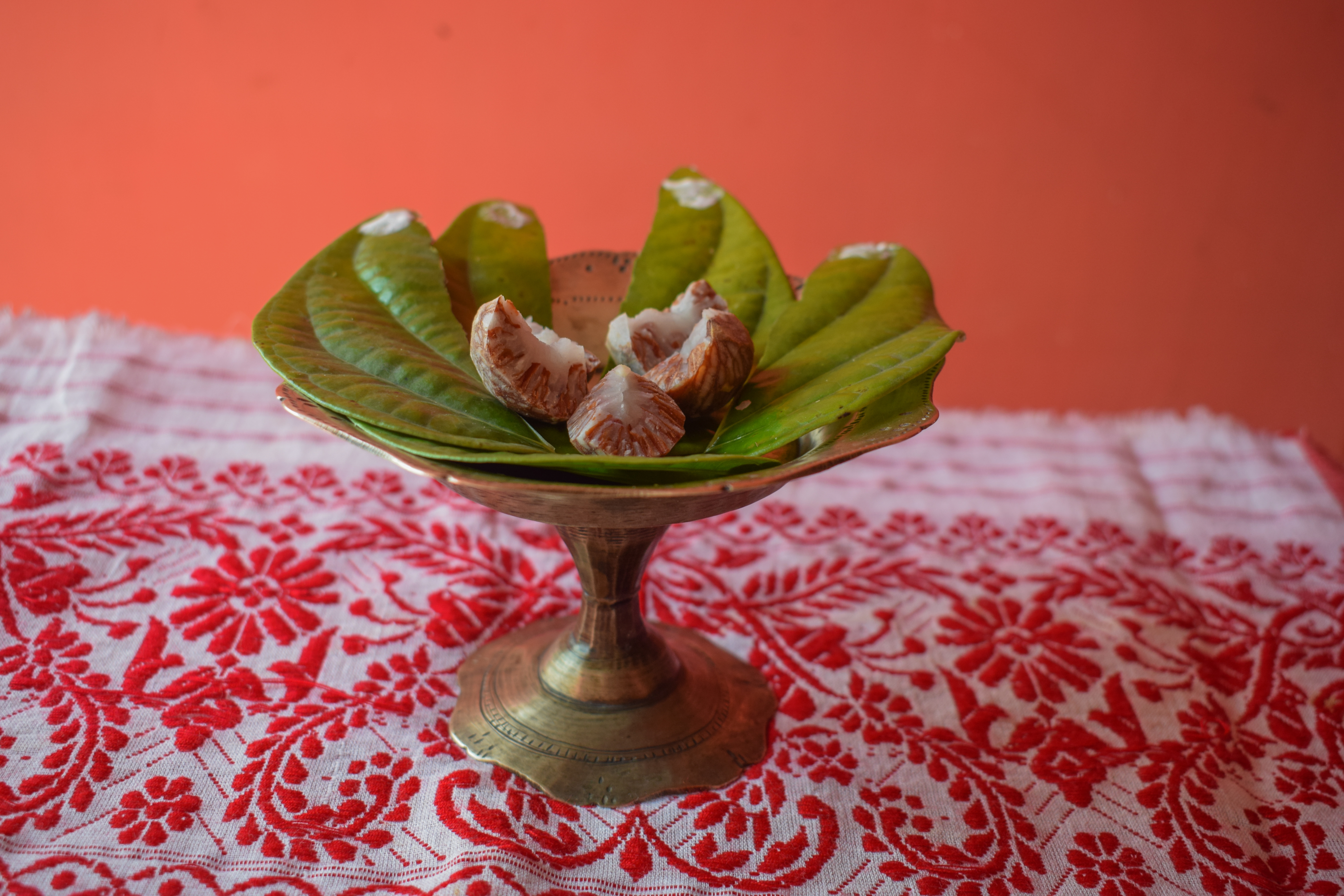
تامول پان
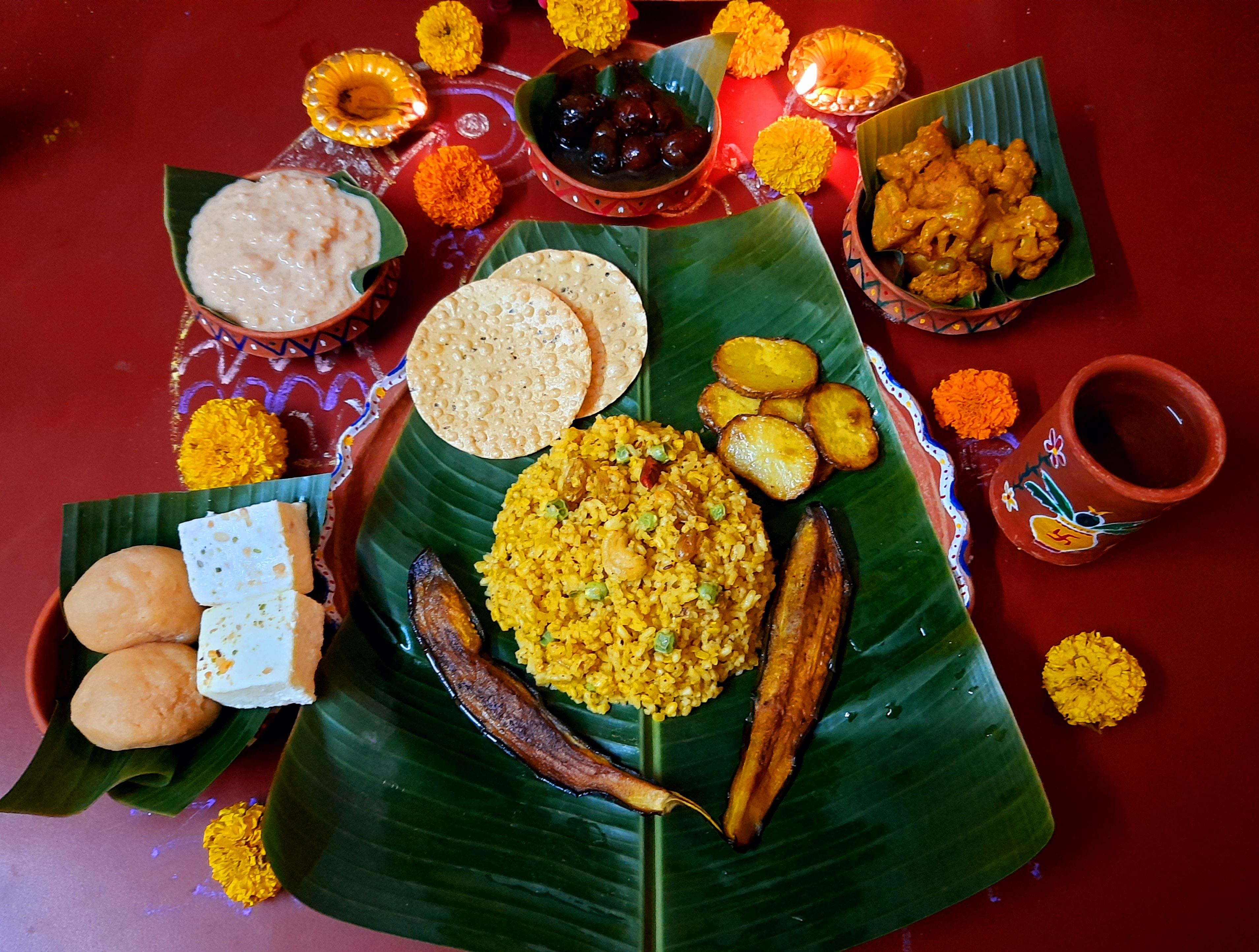
پروصد ثلی
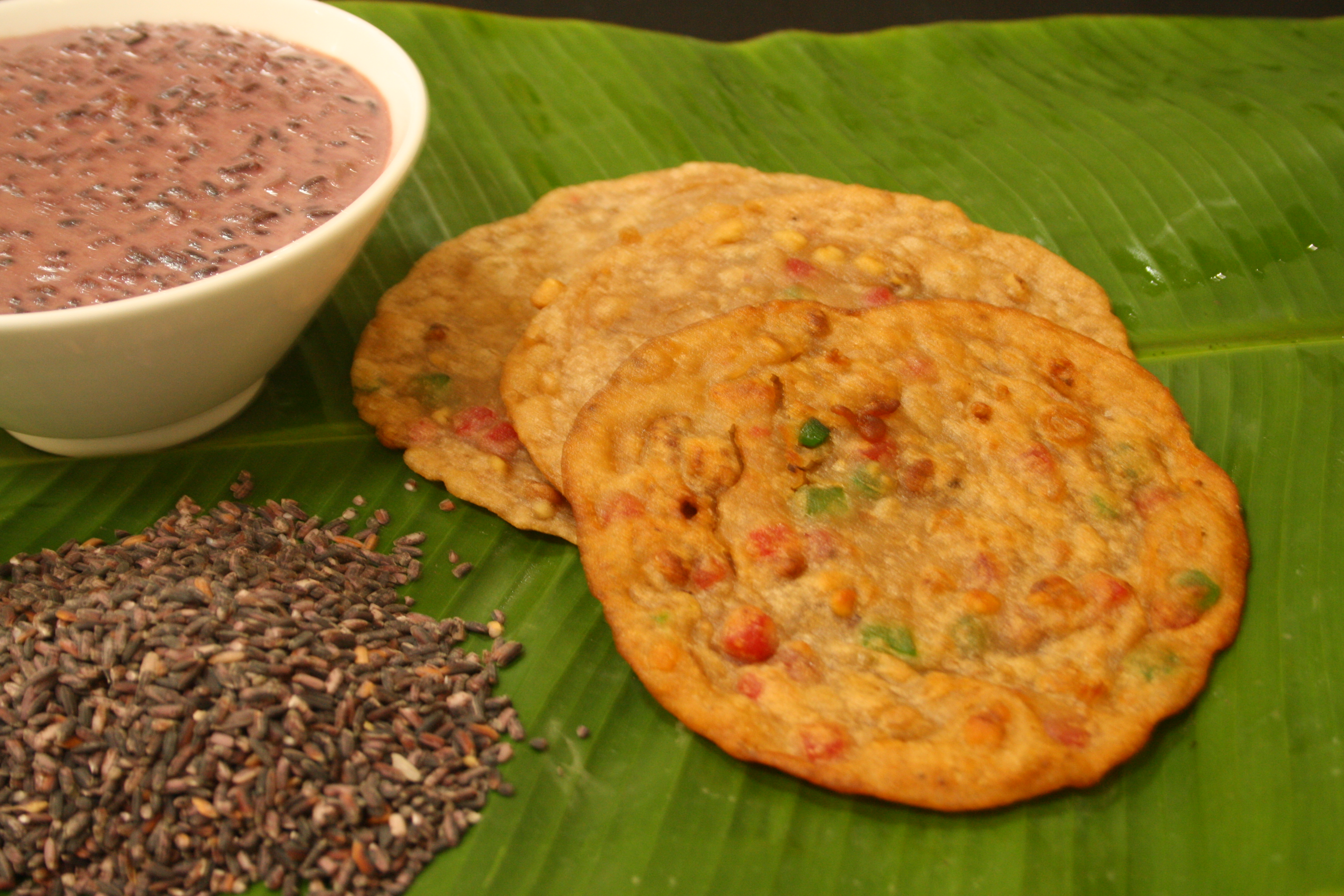
تان نانگ

### جنوب هند

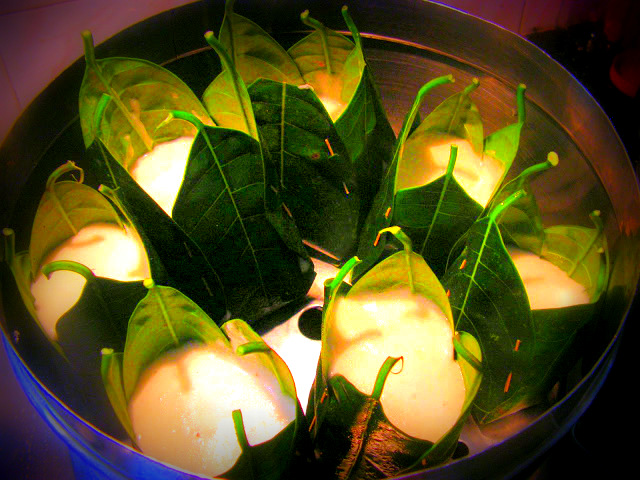
ختو
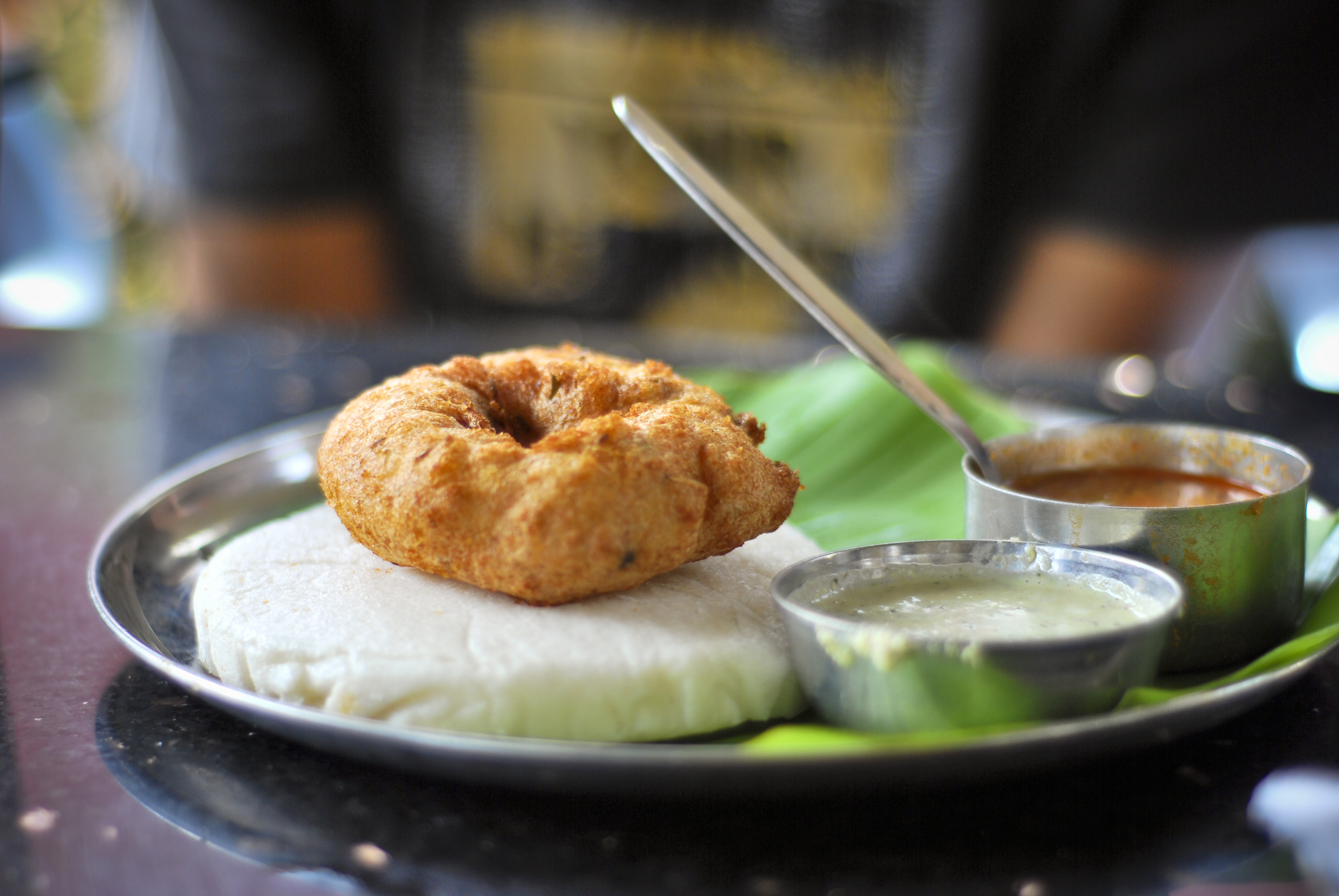
ادلی وادا
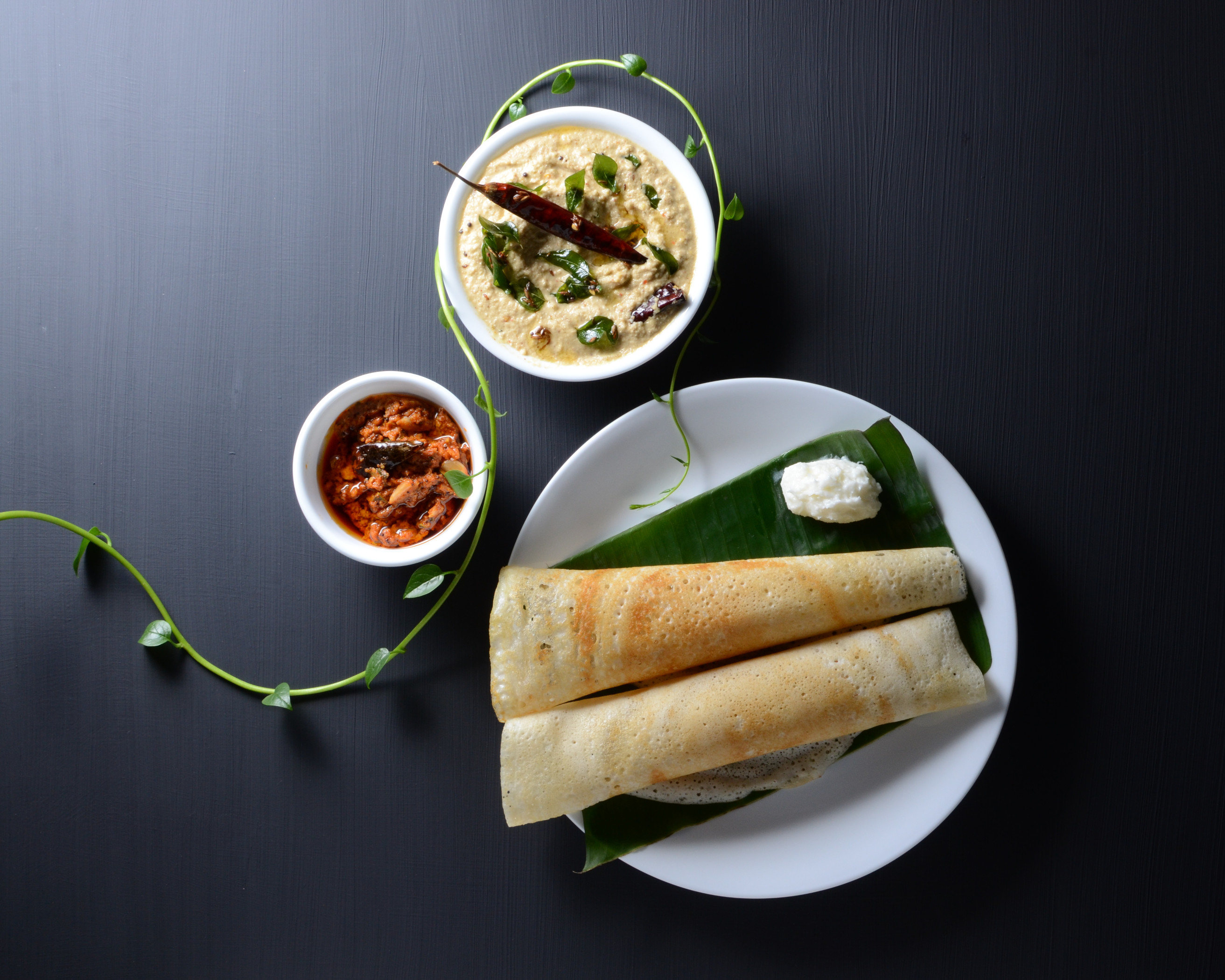
دوسا
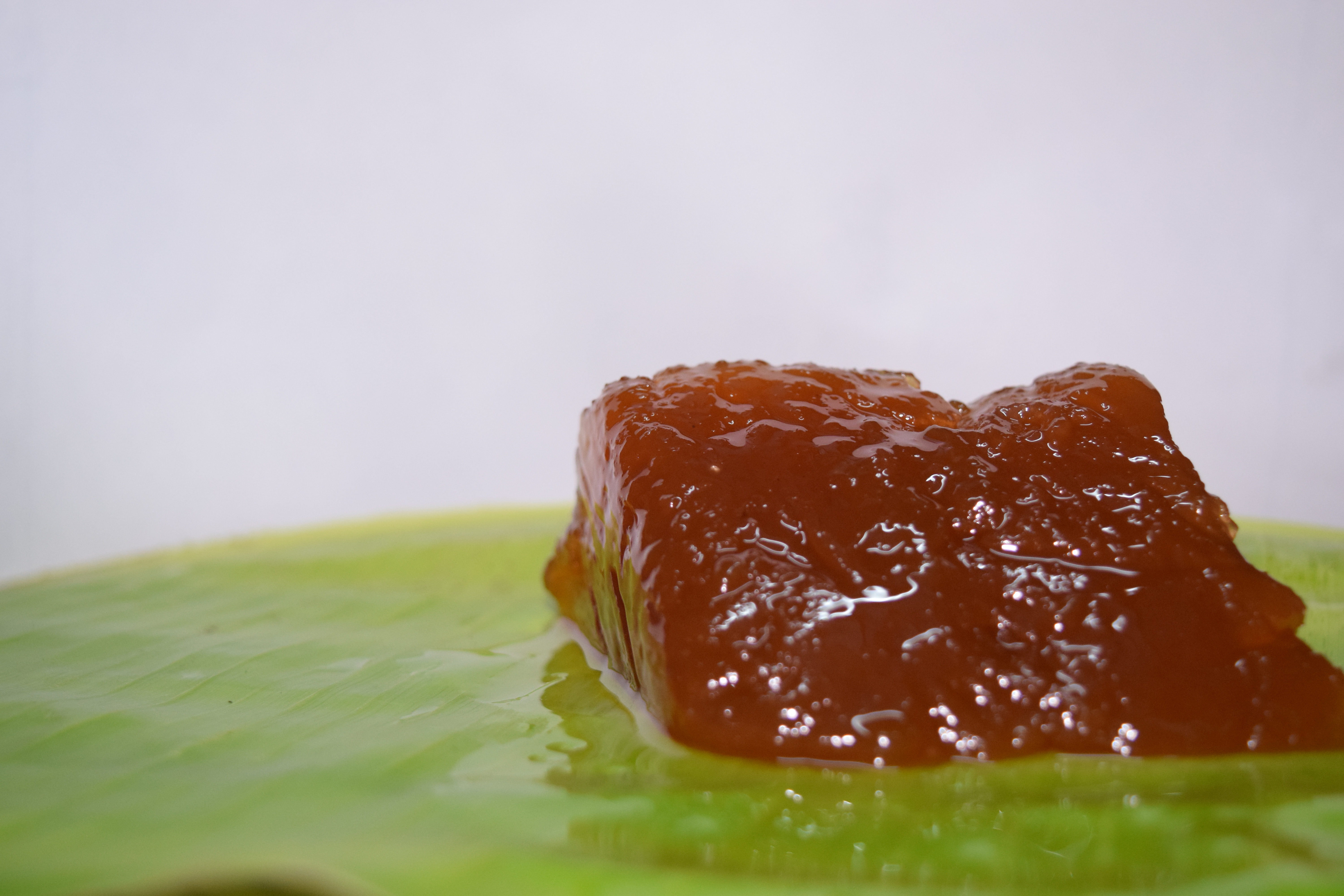
تیرونلولی حلوا
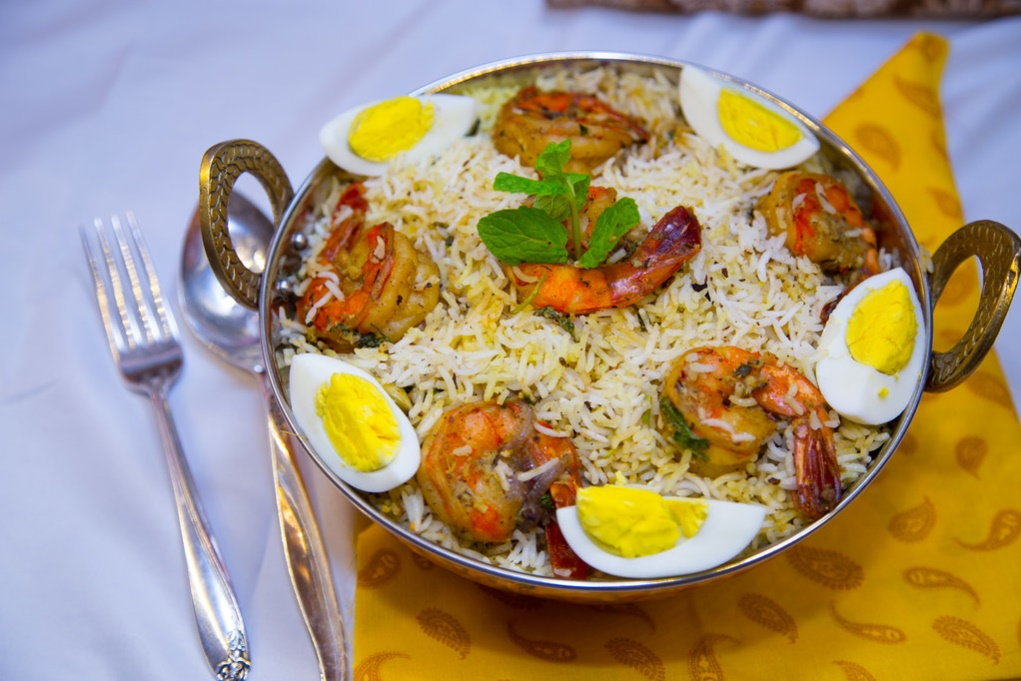
میگو بریانی

## انواع

### دسر
بسیاری از دسرهای هندی یا میتای، غذاهای سرخ شده‌ای هستند که با شکر، شیر یا شیر تغلیظ شده درست می‌شوند. مواد تشکیل دهنده و انواع دلخواه دسر بسته به منطقه متفاوت است. به عنوان مثال، در بخش شرقی هند، بیشتر بر اساس فراورده‌های شیر است. بسیاری از آنها با بادام و پسته طعم دار می‌شوند، با هل، جوز هندی، میخک و فلفل سیاه ترکیب و ادویه دار می‌شوند و با آجیل یا با ورق طلا یا نقره تزئین می‌شوند. دسرهای محبوب هندی عبارتند از rasogolla، گلاب جامون، زولبیا، laddu و peda.

### نوشیدنی‌ها

#### نوشیدنی‌های غیر الکلی
چای نوشیدنی اصلی در سراسر هند است، زیرا این کشور یکی از بزرگ‌ترین تولیدکنندگان چای در جهان است. محبوب‌ترین انواع چای که در هند رشد می‌کند شامل چای آسام، چای دارجلینگ و چای نیلگیری است که از جوشاندن برگ‌های چای در مخلوطی از آب، شیر و ادویه‌هایی مانند هل، میخک، دارچین و زنجبیل تهیه می‌شود. در هند، چای را اغلب با تنقلاتی مانند بیسکویت و پاکوره می‌خورند.
قهوه یکی دیگر از نوشیدنی‌های محبوب در هند است، اما در جنوب هند محبوبیت بیشتری دارد. در برخی از مناطق هند نیز قهوه کشت می‌شود. دو نوع قهوه محبوب در هند وجود دارد که شامل قهوه فیلتری هندی و قهوه فوری است.
لاسی یک نوشیدنی سنتی بر پایه داهی (ماست) در هند است. این نوشیدنی از مخلوط کردن ماست با آب یا شیر و ادویه تهیه می‌شود. لاسی شور بیشتر در روستاهای پنجاب و در بندر پور، گجرات رایج است. لیسی سنتی گاهی با زیره برشته شده طعم‌دار می‌شود. لسی را می‌توان با موادی مانند شکر، گلاب، انبه، لیموترش، توت فرنگی و زعفران طعم دار کرد.
شربت یک نوشیدنی سرد شیرین است که از میوه یا گلبرگ گل تهیه می‌شود. می‌توان آن را به شکل کنسانتره سرو و با قاشق میل کرد یا با آب رقیق کرد تا نوشیدنی ایجاد کند. شربت های محبوب از گیاهانی مانند گل رز، چوب صندل، بل، گورهال (ختمی)، لیمو، پرتقال، آناناس، ساراساپاریلا و کوکوم، فالسا (پوترو آسیایی) تهیه می‌شوند. در آیورودا اعتقاد بر این است که شربت‌ها دارای ارزش دارویی هستند.
تاندای نوشیدنی سردی است که با مخلوطی از بادام، تخم رازیانه، مغز هندوانه، گلبرگ گل رز، فلفل، خشخاش، هل، زعفران، شیر و شکر تهیه می‌شود. این گیاه بومی هند است و اغلب با جشنواره ماها شیوارتری و Holi یا Holla Mahalla مرتبط است. گاهی بهانگ (حشیش) برای تهیه تاندای مخصوص اضافه می‌شود.
سایر نوشیدنی‌ها عبارتند از نیمبو پانی (شربت آبلیمو)، چااس، بادام دوده (شیر با آجیل – بیشتر بادام – و هل)، آم پانا، کوکوم شربت، و آب نارگیل.
نوشیدنی‌های سرد گازدار مدرن که منحصر به جنوب هند است عبارتند از نوشیدنی‌هایی مانند سودا پانر یا سودا گلی، مخلوطی از آب گازدار، گلاب، شیر گل رز و شکر، سودای نارانگا، مخلوطی از آب گازدار، نمک و آب لیمو و ناناری. ساربات، مخلوطی با ساراساپاریلا.
مخلوط شربت‌ها با آب گازدار محبوب‌ترین نوشیدنی‌های غیر الکلی در کرالا و تامیل نادو هستند. مغازه‌های خیابانی در کرالا مرکزی و منطقه مادورای تامیل نادو به خاطر این نوشیدنی‌ها که در کرالا ساربات کولوکی نیز نامیده می‌شوند، معروف هستند.

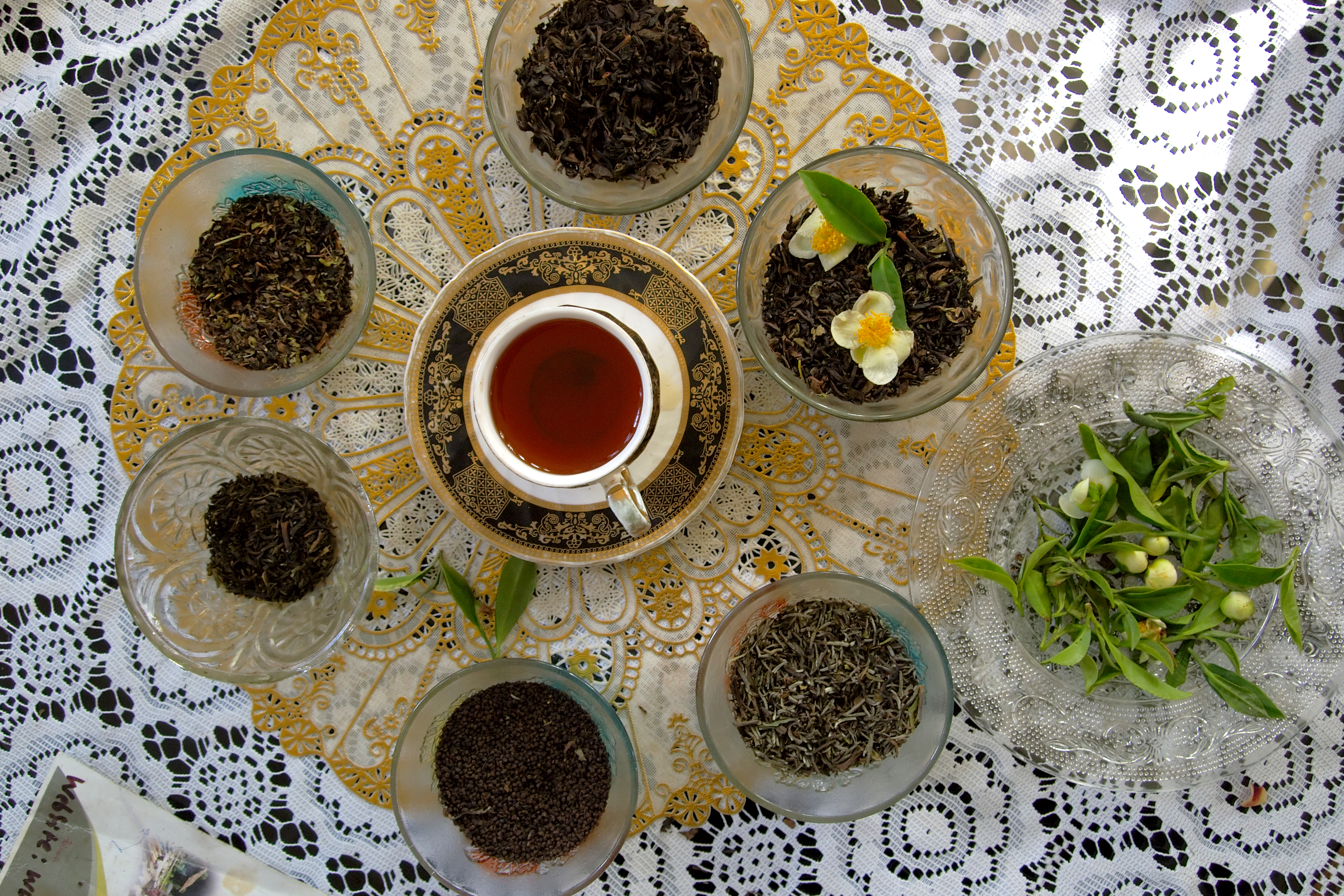
چای دارجلینگ در انواع.
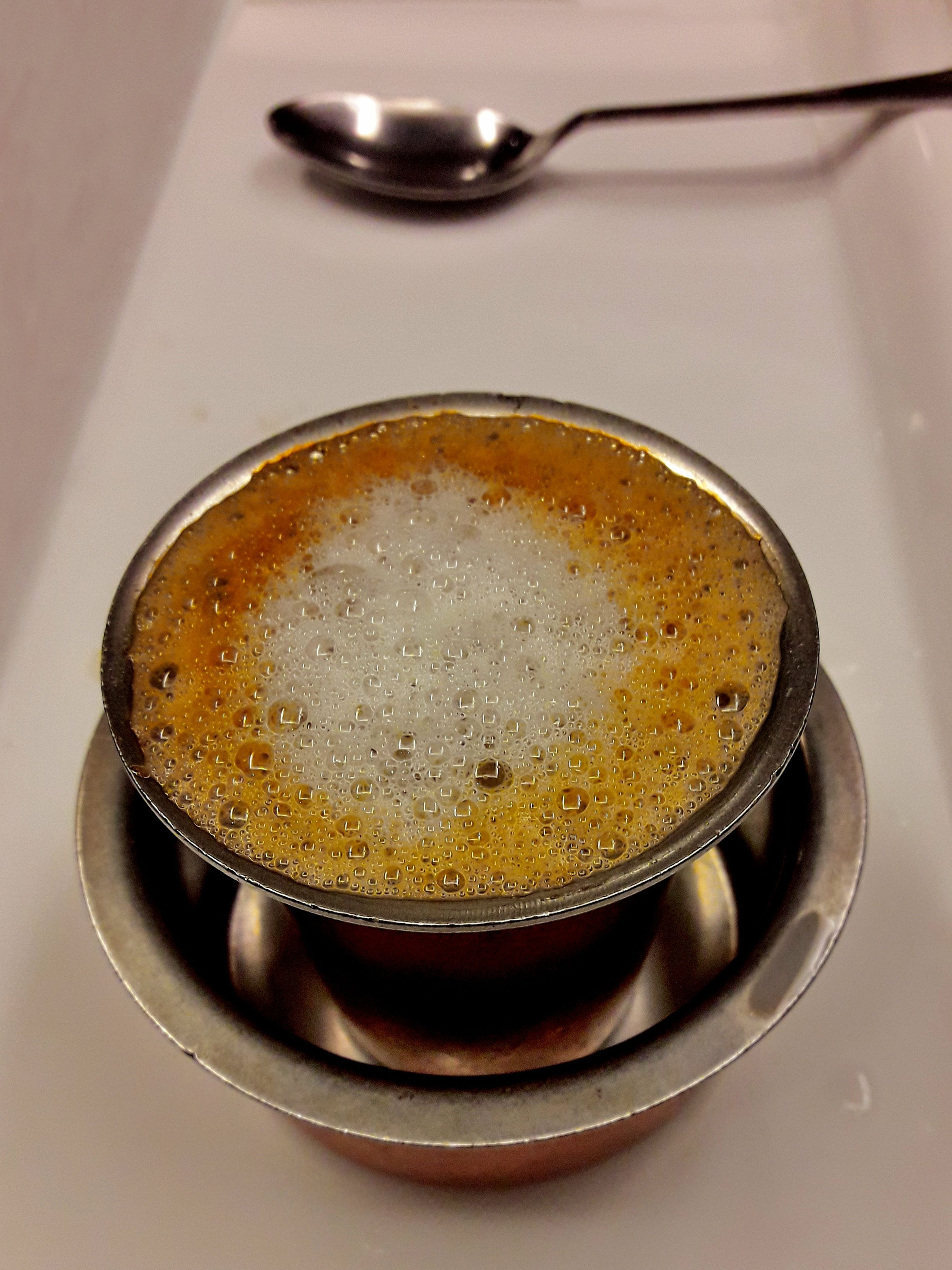
قهوه فیلتر هندی در جنوب هند محبوب است.
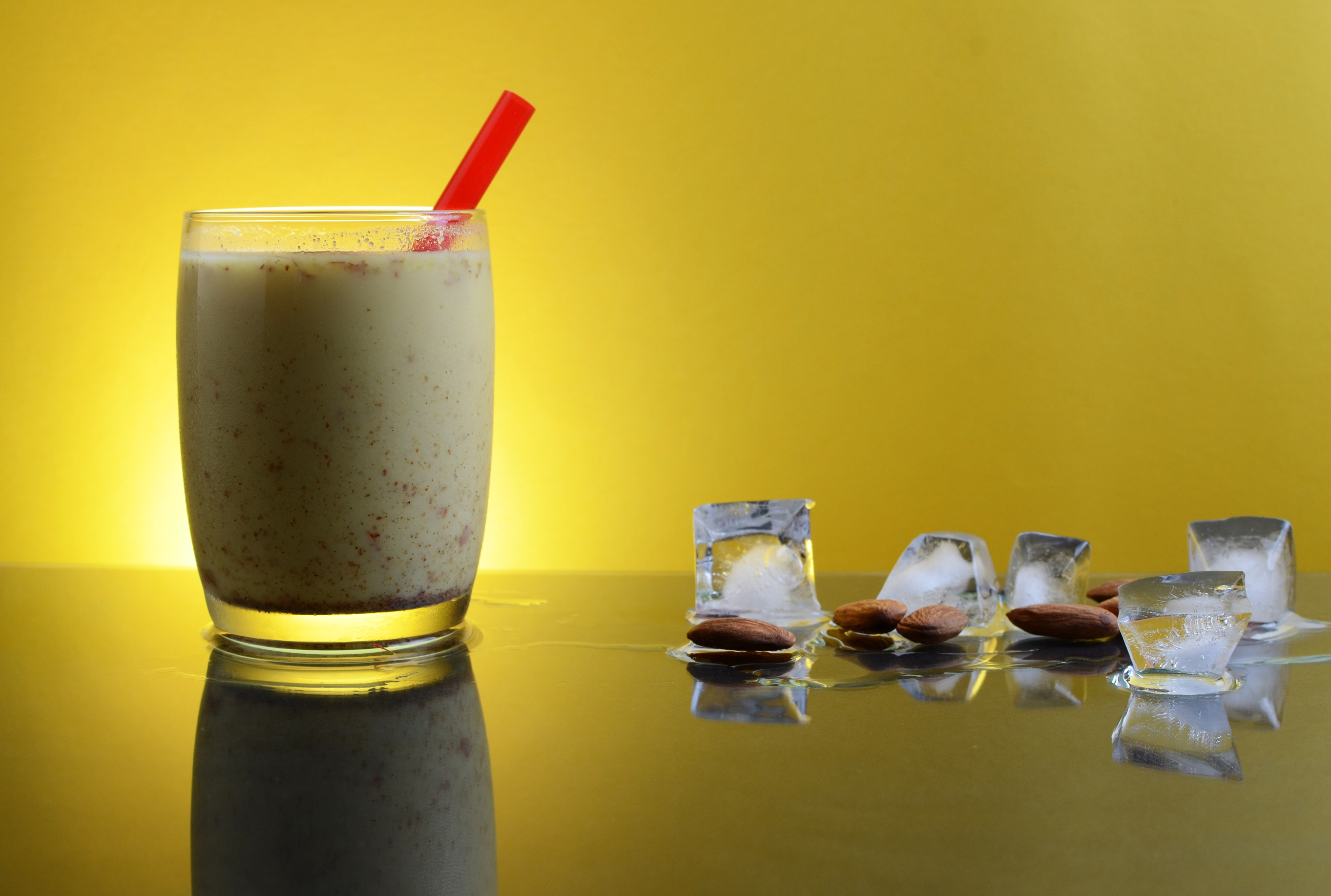
شیر بادام
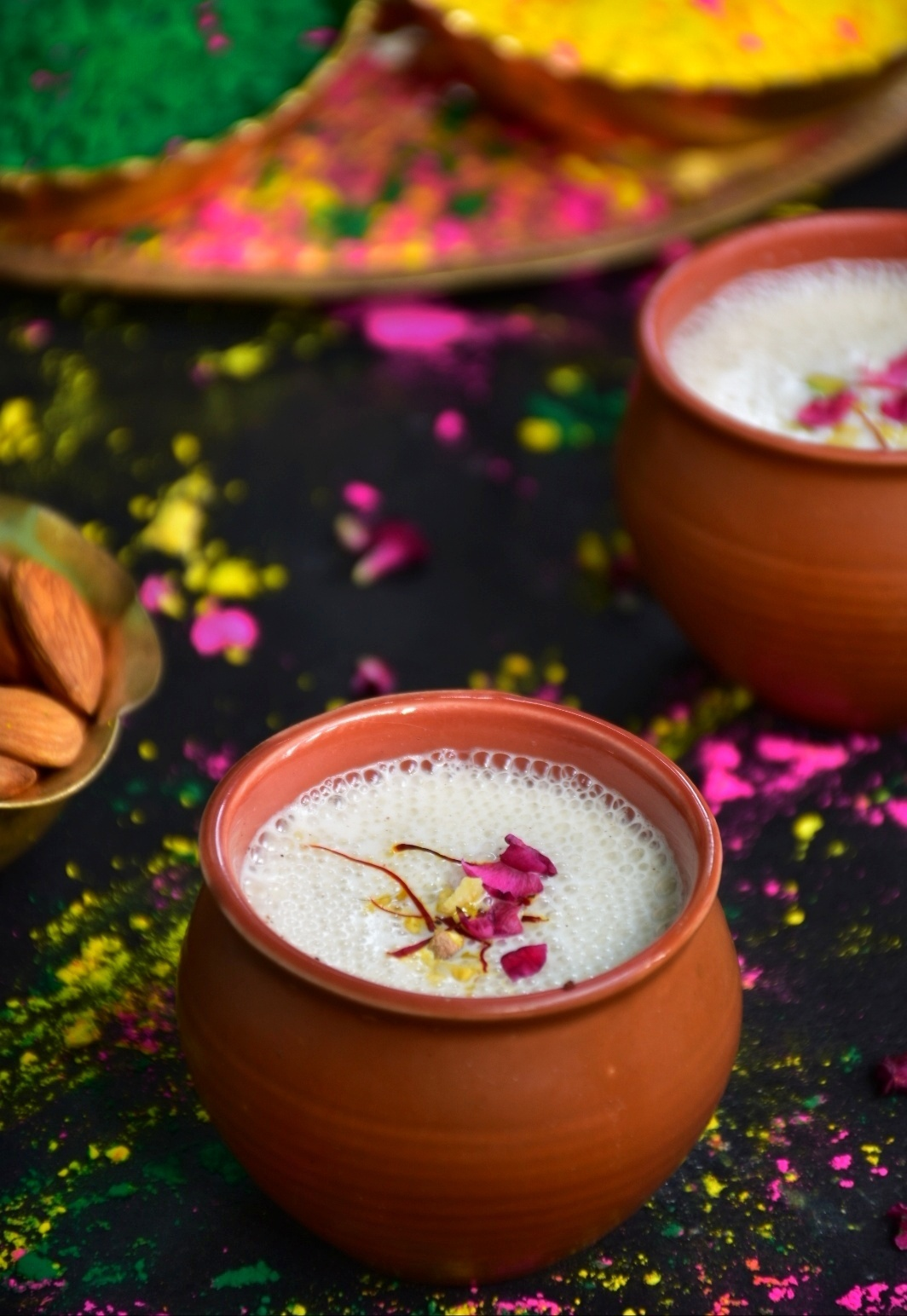
تاندای سرد مخصوص هولی

#### نوشیدنی‌های الکلی
آبجو
بیشتر آبجوها در هند یا لاگر با ۴٫۸ درصد الکل یا لاگر قوی (۸٫۹ درصد) هستند. صنعت آبجو هند در ده سال گذشته شاهد رشد ثابت ۱۰ تا ۱۷ درصدی در سال بوده است. تولید این نوشیدنی از ۱۷۰ میلیون مورد در سال مالی ۲۰۰۸–۲۰۰۹ فراتر رفت. با کاهش متوسط سن جمعیت و افزایش سطح درآمد، محبوبیت آبجو در کشور همچنان در حال افزایش است.